# Appropriazione indebita (Gino Paoli)
Appropriazione indebita è un album di Gino Paoli, pubblicato dalla Musicrama nel 1996.
È composto da rielaborazioni di alcuni dei temi classici della musica italiana e internazionale.
All'interno del booklet, si può evincere il ringraziamento di Gino Paoli a Pino Daniele: "Un grazie particolare a Pino Daniele per un incontro umano ed artistico straordinario".

## Tracce
1. Immagina un bel mondo (Imagine)
2. Padre e figlio (Father and Son)
3. Il vestito rosso (Penelope)
4. Un giorno d'amore (L'amour c'est comme un jour)
5. Per me ci sei tu (I'm Glad there is You)
6. Napule è (feat Pino Daniele)
7. O'tiempo se ne va (As Time Goes By)
8. Un cuore stonato (Desafinado)
9. Una canzone lontana (Song for You Far Away)
10. Io so che non so (Maintenant Je sais)
11. Così carina (Isn't She Lovely)
12. T'ho voluto bene
13. Siamo a Natale (Happy Xmas-War is Over)

## Formazione
- Gino Paoli – voce
- Adriano Guarino – chitarra acustica, chitarra classica
- Rosario Jermano – percussioni
- Maurizio Fiordiliso – chitarra, cori
- Adriano Pennino – tastiera, cori, programmazione, pianoforte, organo Hammond
- Dario Picone – tastiera, cori, organo Hammond
- Michele Montefusco – bouzouki, oud
- Vito Mercurio – basso
- Vittorio Riva – batteria
- Pasquale Cannavacciuolo – violino
- Giovanni Amato – tromba, flicorno
- Enzo Anoldo, Valeria Guida, Sabrina Guida – cori